# ドンピエール＝シュル＝ヨン
ドンピエール＝シュル＝ヨン （Dompierre-sur-Yon）は、フランス、ペイ・ド・ラ・ロワール地域圏、ヴァンデ県のコミューン。

## 地理
ボカージュ・ヴァンデン地方の心臓部にあり、レ川の支流であるヨン川の谷に位置する。ラ・ロッシュ＝シュル＝ヨンの8.5km北にあり、町は中心部と多くの散在する集落で構成されている。

## 歴史
新石器時代とその後のケルト人の痕跡は、コミューン最古の時期の人の定住を証明している。ドンピエール＝シュル＝ヨン創設初期はローマ時代であり、多くの集落が成長していった。町の中心は19世紀に形成され、20世紀になるまでゆっくりと成長していった。20世紀終わりから今世紀初めまで、ラ・ロッシュ＝シュル＝ヨンに近いために人口が増加しており、町の中心部には新たな区画が建設されている。

### 国内のドンピエール
ドンピエール＝シュル＝ヨンは、フランス国内にあるドンピエールの名を冠した23のコミューンで構成されるドンピエール・ド・フランス協会に加盟している。毎年開催地をかえて祭りを行っている。ドンピエール＝シュル＝ヨンは、1996年と2006年にいとこ関係にあるドンピエールっ子たちの祭りの開催地となった。

## 人口統計
| 1962年 | 1968年 | 1975年 | 1982年 | 1990年 | 1999年 | 2008年 | 2013年 |
| ------ | ------ | ------ | ------ | ------ | ------ | ------ | ------ |
| 1354   | 1339   | 1547   | 2358   | 2975   | 3191   | 3946   | 4144   |

参照元:1962年から1999年までは複数コミューンに住所登録をする者の重複分を除いたもの。それ以降は当該コミューンの人口統計によるもの。1999年までEHESS/Cassini、2004年以降INSEE。

## 姉妹都市
- ノインキルヒェン・ゼールシェイト、ドイツ
- バイセスター、イギリス

### ノート
1. ↑  Réélu en 2014.